# Державний гімн України (срібна монета)
«Держа́вний Гімн Украї́ни» — срібна ювілейна монета номіналом 10 гривень, випущена Національним банком України, присвячена державному символу і випущено на відзначення 140-ї річниці першого публічного виконання національного Гімну України на музику М. Вербицького (1815—1870) та слова П. Чубинського (1839—1884).
Монету введено в обіг 19 серпня 2005 року. Вона належить до серії «Відродження української державності».

## Опис монети та характеристики
| Номінал грн. | Метал            | Маса, г      | Діаметр, мм | Якість виготовлення | Гурт     | Тираж, штук |
| ------------ | ---------------- | ------------ | ----------- | ------------------- | -------- | ----------- |
| 10           | срібло 925 проби | 31,1 / 33,62 | 38,6        | пруф                | рифлений | 3 000       |

### Аверс
На аверсі монети на тлі стилізованого Державного Прапора України розміщено перші нотні рядки Державного Гімну України «Ще не вмерла України і слава, і воля», над яким — малий Державний Герб України, а також написи: «УКРАЇНА» (угорі півколом), «10 ГРИВЕНЬ/ 2005» (унизу) та позначення металу, його проби — «Ag 925» і вага в чистоті — «31,1». На монеті розміщено логотип Монетного двору.

### Реверс

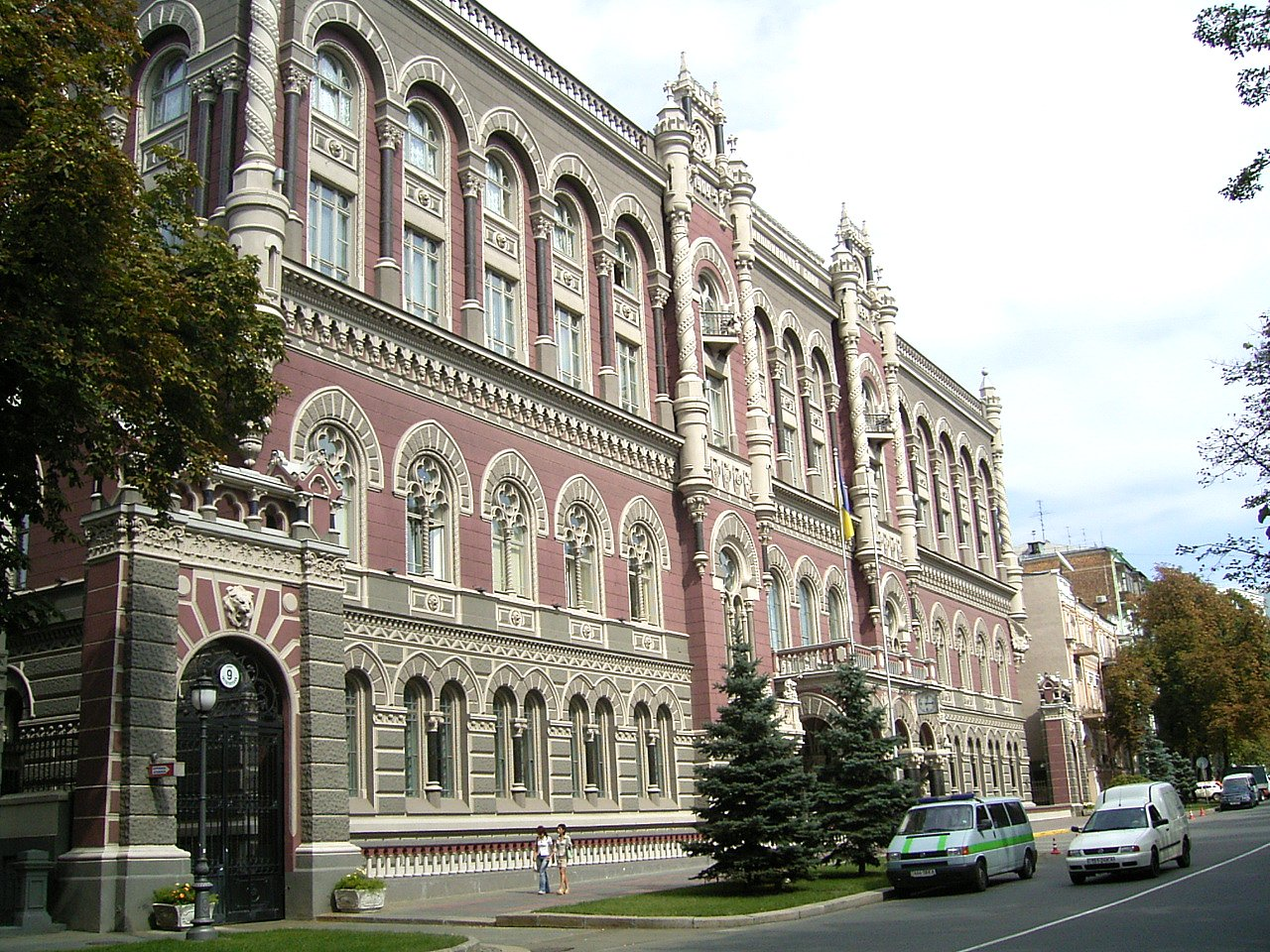
Будівля Національного банку України

На реверсі монети — спіралеподібний напис «СТО СОРОКОВА РІЧНИЦЯ З ЧАСУ ПЕРШОГО ПУБЛІЧНОГО ВИКОНАННЯ НАЦІОНАЛЬНОГО ГІМНУ УКРАЇНИ, АВТОР МЕЛОДІЇ — МИХАЙЛО ВЕРБИЦЬКИЙ (1815—1870), АВТОР СЛІВ — ПАВЛО ЧУБИНСЬКИЙ (1839—1884)», усередині якого (у центрі монети) — голографічне зображення стилізованої квітки.

## Автори
- Художники: Таран Володимир, Харук Олександр, Харук Сергій.
- Скульптор — Атаманчук Володимир.

## Вартість монети
Ціна монети — 769 гривень, була вказана на сайті Національного банку України в 2016 році.
Фактична приблизна вартість монети з роками змінювалася так:
| Рік        | 2010  | 2011  | 2012  | 2013  | 2014 | 2015  | 2016  | 2017  | 2018  | 2019  | 2020  | 2021  | 2022  | 2023  | 2024  | 2025  |
| ---------- | ----- | ----- | ----- | ----- | ---- | ----- | ----- | ----- | ----- | ----- | ----- | ----- | ----- | ----- | ----- | ----- |
| Ціна, грн. | 1 100 | 1 150 | 1 150 | 1 000 | 800  | 1 700 | 1 800 | 1 700 | 1 700 | 1 450 | 1 400 | 1 500 | 1 850 | 3 500 | 7 900 | 7 400 |